# Barnard (cráter marciano)
Barnard es el nombre de un colosal cráter de impacto en el planeta Marte situado a 62° Sur y 298° Oeste.

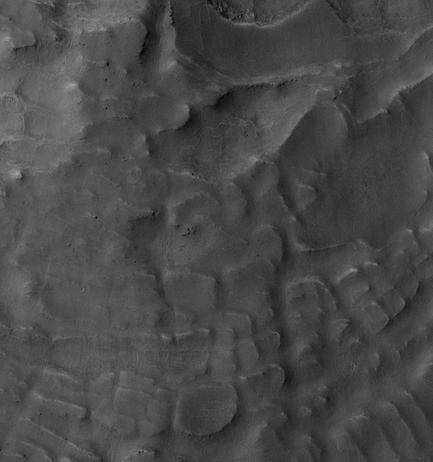
Detalle del contorno de Barnard, con formaciones de hielo en sus laderas

El impacto causó un abertura de 125 kilómetros de diámetro en la superficie del Hellas Planitia, uno de los puntos más bajos del hemisferio sur del planeta, en vista de lo cual son frecuentes las formaciones de hielo en sus laderas (véase detalle de la imagen). El nombre fue aprobado en 1973 por la Unión Astronómica Internacional en honor al astrónomo estadounidense Edward Emerson Barnard, descubridor de la estrella de Barnard.